# Zezeh Barbosa
Maria José Barbosa e Silva (Osasco, 19 de março de 1963), mais conhecida como Zezeh Barbosa, é uma atriz brasileira. Formada pela renomada Escola de Arte Dramática da USP, ganhou notoriedade por seus trabalhos nas mais variadas áreas do entretenimento, sobretudo em telenovelas. Ela é ganhadora de vários prêmios, incluindo um Troféu Candango do Festival de Brasília e um  Troféu Raça Negra, além de ter recebido indicações para um Grande Otelo, um Prêmio Guarani, um Prêmio Qualidade Brasil e um Prêmio ACIE.
Barbosa iniciou sua carreira no teatro amador com o grupo Circo Grafitti, na década de 1980. Sua estreia profissional ocorreu no espetáculo Aurora da Minha Vida (1986). Nos anos seguintes, participou de diversos projetos e estreou no cinema e na televisão, com pequenos papéis. No entanto, foi em 1996 que ela ganhou maior notoriedade ao interpretar a secretária Jacinta na novela Salsa e Merengue, da TV Globo. Desde então, tornou-se recorrente em projetos da teledramaturgia.
Barbosa destacou-se ainda em espetáculos como O Mambembe (1996), As Sereias da Zona Sul (1997) e Eles Preferem as Loiras (2002). No entanto, foi protagonizando a comédia dramática Bendito Fruto (2004) que ela teve seu maior reconhecimento, no papel de "Maria da Conceição", que vive conflitos raciais seu relacionamento. Por sua performance, foi agraciada com o Troféu Candango de Melhor Atriz pelo Festival de Brasília e recebeu nomeações aos principais prêmios nacionais, incluindo o Grande Otelo de Melhor Atriz e o Prêmio Guarani de Melhor Atriz.
Na televisão, se popularizou nas telenovelas. Ela é lembrada por suas atuações em A Lua me Disse (2005), como a controversa "Latoya", uma mulher racista, e Lado a Lado (2012), como "Jurema", uma mulher que é perseguida pelas autoridades por sua religião. Entre seus destaques, incluem-se ainda O Profeta (2006), Negócio da China (2008), Aquele Beijo (2011), Segunda Dama (2014), I Love Paraisópolis (2015), Verão 90 (2019), Quanto Mais Vida, Melhor! (2021), Todas as Flores (2022) e Fuzuê (2023).

## Biografia

### Primeiros anos e formação

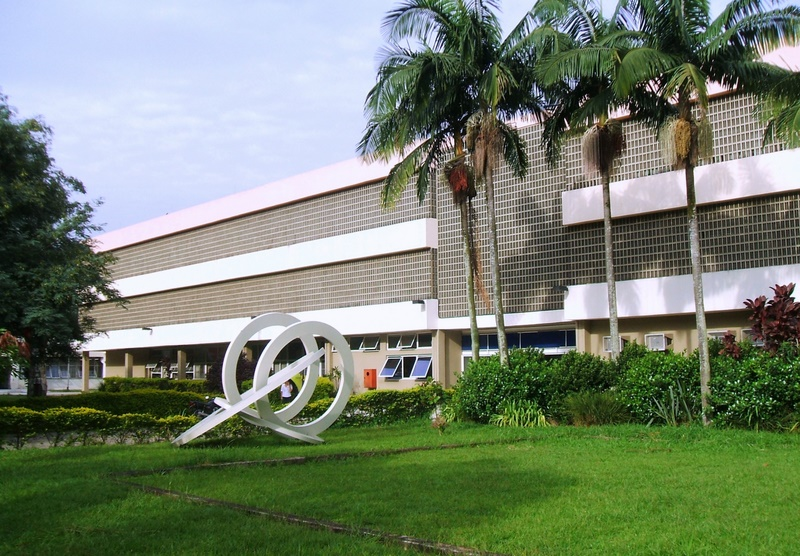
Barbosa formou-se pela Escola de Arte Dramática da USP.

Maria José Barbosa e Silva veio ao mundo em Osasco, São Paulo, no dia 19 de março de 1963. Filha de uma parteira e um serralheiro e com 13 irmãos, ela persuadiu sua mãe de que poderia ser atriz através da criação de cenas teatrais. Aos dezessete anos, Maria José deixou o lar familiar e ingressou na Escola de Arte Dramática da Universidade de São Paulo (USP). Antes de iniciar sua carreira como atriz profissional, desempenhou funções como secretária, operadora de telemarketing e atendente de cantina. Mais tarde, ela afirmou que, naquela fase, dormia pouco e recebia salários modestos, mas experimentava uma constante sensação de felicidade.

## Carreira

### 1986—95: Estreia profissional no teatro e primeiros trabalhos
Os primeiros contatos com a vida artística de Zezeh aconteceram quando integrou a equipe do Circo Grafitti, um grupo paulistano fundando por ela e um time de atores como Rosi Campos, Gerson de Abreu, Helen Helene e Pedro Paulo Bogossian. Desde então, passou a frequentar espaços de teatro até realizar sua estreia profissional estrelando espetáculo Aurora da Minha Vida, em 1986, um texto de Ruth Toledo dirigido por Gabriel Villela. Logo em sua estreia, chamou atenção por sua atuação e venceu o prêmio de Melhor Atriz Coadjuvante do circuito estudantil pelo Festival de Teatro de Tatuí. No mesmo ano, num período em que ainda estudava na Escola de Arte Dramática da USP, realizou uma pequena participação no drama  Vera, protagonizado pela premiada atriz Ana Beatriz Nogueira. O filme, que foi sucesso de crítica em eventos como o Festival de Berlim, simbolizou o primeiro contato da atriz com as câmeras.
Ainda no final da década de 80, intensificou seus trabalhos nos palcos. Esteve em Seis Personagens à Procura de um Autor, de Luigi Pirandello com direção de Claudio Lucchesi, e outros trabalhos, como Cada um a Seu Modo e A Disputa. Em 1989, destacou-se na peça Você Vai Ver o que Você Vai Ver, pela qual foi laureada como Melhor Atriz pelo Prêmio APETESP de Teatro. No ano seguinte, fez sua estreia na teledramaturgia atuando na telenovela  Brasileiras e Brasileiros, do SBT,onde interpretou "Edilaine". No ano seguinte, transferiu-se para a TV Cultura para realizar uma participação especial no episódio "A Pluma da Princesa Isabel" do seriado infantil Mundo da Lua. Participou da elaboração do roteiro de um dos segmentos do filme Villa Mauresque (1992). Em 1993 volta aos palcos no espetáculo Ifigônia, de Mário Viana.

### 1996—04:O Mambembe,Salsa & MerengueeBendito Fruto
Em 1996, integra o elenco da peça O Mambembe, novamente sob direção de Gabriel Vilela. Enquanto ainda estava em cartaz com o espetáculo, conheceu o ator Miguel Falabella, com quem fez amizade e viria a se tornar um de seus principais parceiros de trabalho. Falabella a convidou para o elenco da telenovela que estava escrevendo para a TV Globo, intitulada Salsa e Merengue. Na trama, Barbosa foi resignada para o papel de "Jacinta", uma governanta moderna. Sua personagem chamou atenção do público e ganhou destaque no decorrer da trama, saindo dos estereótipos de empregada nas telenovelas, visto que sua personagem tinha vida própria, falas expressivas e cenas relevantes. Após esse trabalho, passou a ser recorrente em obras da TV Globo, onde se popularizou no decorrer dos anos. Em 1997, voltou ao teatro com destaque em As Sereias da Zona Sul, recebendo o prêmio de Melhor Atriz pelo Prêmio Qualidade Internacional.
Em 1998, atua no episódio "Madame Sussu" do seriado Você Decide e realiza uma participação especial na minissérie Hilda Furacão no papel de "Guiomar". No mesmo ano, teve seu primeiro papel de destaque no cinema no drama Paixão Perdida, de Walter Hugo Khouri, atuando ao lado de Antônio Fagundes e Maitê Proença. Em 1999, retorna ao seriado Você Decide, dessa vez no episódio "Ligeiramente Grávida", e transfere-se para o SBT para uma participação especial no sitcom Ô... Coitado!, como "Genoveva". Em 2000, estrela o drama Cronicamente Inviável, de Sérgio Bianchi, um filme que aborda a dificuldade de sobrevivência mental e física em meio ao caos da sociedade brasileira por meio de seus personagens. No mesmo ano, é contratada pela TV Globo como repórter do programa de variedades Vídeo Show, onde permaneceu até 2001.
Em 2002, fez sucesso estrelando o espetáculo Eles Preferem as Loiras. No contexto de um ambiente extremamente brega, interpreta Maria Antônia, uma manicure negra, suburbana, traída pela melhor amiga que lhe rouba o grande amor. Uma reviravolta acontece em sua vida quando uma doença a transforma repentinamente, deixando-a com a pele branca e os cabelos loiros. Vencendo um concurso de beleza, ela se torna "Marilyn Moura", a garota Hollywood. Com essa nova identidade racial e social, Maria Antônia passa a ser respeitada por todos, alterando completamente sua trajetória. A comédia, permeada por analogias com o mito americano, aborda com ironia questões como o racismo, a "loirização" da sociedade brasileira e a perda de identidade. O espetáculo ainda conta com as vozes de Miguel Falabella e do cantor e apresentador Netinho de Paula.
No ano de 2004, dedicou-se ao cinema. Gravou os curtas-metragens Fátima, onde deu vida à personagem-título, e O Xadrez das Cores, ao lado de Miriam Pires. Neste último, interpreta Cida, uma empregada doméstica que trabalha na casa de Maria, papel de Pires, uma mulher extremamente racista, que a tripudia. Sua performance no curta lhe rendeu o prêmio de Melhor Atriz pelo festival Jornada Internacional de Cinema da Bahia. Também apareceu no filme O Diabo a Quatro. No entanto, foi no longa Bendito Fruto, comédia dramática de Sergio Goldenberg, que ela se consagrou no cinema nacional. Na obra, interpreta "Maria Silva Conceição", uma típica mulher brasileira. Sua personagem vive uma vida complicada e de aparências, é casada com Edgar (Otávio Augusto), que a apresenta aos demais como sua empregada, pelo fato de ser uma mulher negra. Sua performance foi elogiada pela crítica por conciliar a comédia e o drama. Ela se saiu vencedora do Troféu Candango de Melhor Atriz do Festival de Cinema de Brasília, um dos mais tradicionais do país. Também foi nomeada pela Academia Brasileira de Cinema ao Grande Otelo de Melhor Atriz, além de ter sido indicada ainda ao Prêmio Guarani, ACIE e Qualidade Brasil, todos como Melhor Atriz de Cinema.

### 2005—14:A Lua Me Disse,Aquele BeijoeLado a Lado
Após o sucesso no cinema com Bendito Fruto, Barbosa voltou a ter mais espaço na televisão. Em 2005, foi novamente convidada por Miguel Falabella para sua nova telenovela, A Lua me Disse. Na trama, que viria a ser o trabalho mais complexo de sua carreira na teledramaturgia até então, interpretou "Latoya". Sua personagem era uma das vilãs do enredo e movimentava a trama central da novela. No entanto, a personagem gerou muita polêmica por sua personalidade controversa. O papel de Barbosa e da atriz Mary Sheila, que interpretava sua irmã na trama, eram mulheres negras racistas. As cenas das irmãs geravam repercussão entre o público, dividindo opiniões. No ano seguinte, foi escalada para o remake O Profeta (2006), deixando de lado a performance cômica para encarnar uma personagem de forte carga dramática. Sua personagem, "Deolinda", é uma cozinheira que tem sua identidade escondida pela filha que não quer que suas amigas descubram que a mãe é uma empregada negra.
Em 2007, é dirigida por Daniel Filho no drama Primo Basílio, adaptação cinematográfica do romance O Primo Basílio, escrito pelo português Eça de Queirós em 1878. Em outubro do mesmo ano estreia na 15.ª temporada da novela Malhação, onde interpreta "Conceição Maciel", a mãe da protagonista Angelina (Sophie Charlotte). Após a participação em Malhação, recebeu mais um convite de Miguel Falabella, dessa vez para integrar o elenco da novela Negócio da China. Sua personagem é "Semíramis", uma mulher engraçada que trabalha como balconista de uma padaria, onde arranja diversas confusões e mantém um relacionamento com o dono do estabelecimento. Ao fim da novela, em 2009, gravou uma participação especial no episódio "A Gravidez das Coisas" da terceira temporada do sitcom Toma Lá, Dá Cá. No ano seguinte, participa do episódio "A Babá" do seriado A Vida Alheia e interpreta "Jandira" no drama Sonhos Roubados.
Em 2011, interpreta "Deusa" em Aquele Beijo, sua quarta parceria com Falabella em telenovelas. Na trama, sua personagem é uma mulher que deixou a vida para trás em busca de melhores condições de vida na Europa, incluindo sua filha "Grace Kelly" (Leilah Moreno), que não aceita o fato de ter sido abandonada quando "Deusa" retorna ao Brasil e interessa-se apenas em seu dinheiro. Em terras estrangeiras, "Deusa" trabalhou como prostituta e casou-se com um milionário, que a deu o título de condessa. Em 2012, destaca-se na novela histórica Lado a Lado, vencedora do Emmy Internacional, no papel da mãe de santo "Jurema". Seu papel ganhou repercussão por aborda o tema de liberdade e intolerância religiosa. O desempenho na novela lhe rendeu o Troféu Raça Negra de Melhor Atriz.
Também em 2012 faz uma participação especial na comédia Billi Pig, interpretando a mãe do personagem Roberval,, papel defendido por Milton Gonçalves. Em 2013, esteve no elenco recorrente da primeira temporada da série As Canalhas, do GNT. A série concentra cada episódio na vida de uma mulher diferente que frequenta o salão de "Marylin", papel de Barbosa. Sua personagem também possui um episódio para ela e é uma mulher que vive de mau humor, pois já foi casada quatro vezes e sempre se saiu frustrada de seus relacionamentos. Ela também gravou uma participação no episódio "O Céu que nos Espera" da série Pé na Cova, da TV Globo, como "Paulina". Em 2014, é escalada para o elenco da série Segunda Dama, protagonizada por Heloísa Perissé, no papel da empregada "Ditinha". No mesmo ano, dubla a personagem "Josefina" na animação brasileira As Aventuras do Avião Vermelho.

### 2015—presente:I Love Paraisópolis,Quanto Mais Vida, Melhor!,Todas as FloreseFuzuê

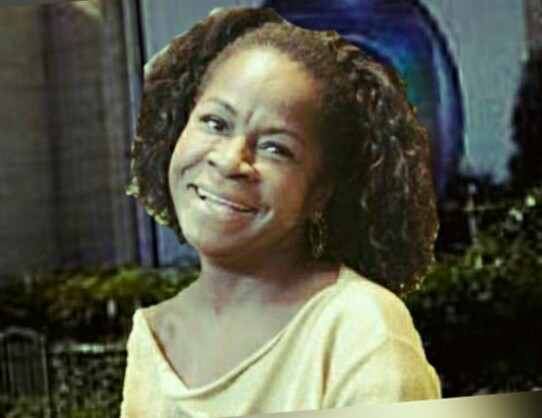
Barbosa em 2015.

Em 2015, volta às telenovelas em I Love Paraisópolis, de Alcides Nogueira, onde interpreta a microempresária divertida "Dália", dona da loja de roupas Dalíssima. Também pôde ser vista na primeira temporada da série Os Suburbanos, no Multishow. No cinema, fez participações no drama biográfico Nise: O Coração da Loucura, que trazia Glória Pires como a médica psiquiatra Nise da Silveira, e na comédia Ninguém Ama Ninguém... Por Mais de Dois Anos, adaptação cinematográfica do texto de Nelson Rodrigues que ela já havia encenado no teatro em 2010. No ano seguinte, participa de um episódio do seriado Mister Brau e retorna ao elenco da novela Malhação, para uma participação especial no início da trama. Voltou ao cinema no elenco da comédia Apaixonados - o Filme. Em 2017, vai para Portugal e grava uma participação especial na série País Irmão como "Sirene". De volta ao Brasil, é convidada para o elenco da série A Vila, do Multishow, protagonizada por Paulo Gustavo, onde dá vida à cartomante trambiqueira Zalauê.
Em dezembro de 2018, fez uma participação no seriado médico Sob Pressão. Em maio de 2019, entra para o elenco da novela Verão 90, de Izabel de Oliveira e Paula Amaral, no papel de "Cleyde"/"Mainha", que entra na trama para movimentar a vida de seus filhos  Patrick (Klebber Toledo) e Dandara (Dandara Mariana). No mesmo ano, integra o elenco da segunda temporada da série Samantha!, da Netflix, como "Socorro", sogra da protagonista, a qual ela atormenta. Em 2021, voltou às novelas na pele de "Tereza Borogodó" em Quanto Mais Vida, Melhor!, uma mulher fofoqueira que está sempre envolvida em confusões. No mesmo ano fez uma pequena aparição no filme de ação Garota da Moto, estrelado por Maria Casadevall.
Em 2022, foi escalada para o elenco da novela Todas as Flores, de João Emanuel Carneiro, a qual exibida originalmente pelo Globoplay. Na trama, ela é "Darcy Munhoz", uma matriarca que batalha para manter sua família. Ela é mãe de Cininha (Micheli Machado) e Mauritânia (Thalita Carauta), sendo esta última um peso em sua vida por sofrer pelas escolhas de vida da filha. Ainda em 2022, apresenta a série Plural, no Cine Brasil TV, onde explora a autoconsciência como mulher negra ao percorrer 13 comunidades do Rio de Janeiro. A produção teve estreia em 14 de novembro, às 21h. Iniciando sua jornada existencial e social com a pergunta "Quem sou eu?", Zezeh conecta sua busca interior ao envolvimento coletivo com o histórico e humano universo de comunidades locais. Sua autoconsciência leva a uma surpreendente união com o universo, com direção da própria atriz em colaboração com Giuseppe Bizzarri.
Em 2023, foi escalada para o elenco da novela das sete Fuzuê, interpretando "Glaúcia Corneteira", uma personagem que segue os padrões de seus últimos papéis em novelas do gênero. No mesmo ano, atua na comédia infantil Uma Fada Veio me Visitar, que marca o retorno de Xuxa Meneghel ao cinema, onde interpreta "Fadona", a líder do grupo de fadas.

## Teatro
| Ano     | Titulo                                       | Personagem     |
| ------- | -------------------------------------------- | -------------- |
| 1986    | Aurora da Minha Vida                         |                |
| 1986    | Seis Personagens à Procura de um Autor       |                |
| 1986    | A Valsa Número Seis                          |                |
| 1987    | A Capital Federal                            |                |
| 1987    | Cada Um a Seu Modo                           |                |
| 1988    | Vem Buscar-me que Ainda Sou Teu              |                |
| 1988    | A Disputa                                    |                |
| 1989    | Você Vai Ver o que Você Vai Ver              |                |
| 1993–96 | Ifigônia                                     |                |
| 1996    | O Mambembe                                   |                |
| 1997    | As Sereias Da Zona Sul                       |                |
| 2002    | Eles Preferem as Loiras                      | Maria Antônia  |
| 2007    | A Mulher Invisível                           | Eunice         |
| 2008    | Otelo                                        |                |
| 2010    | Ninguém Ama Ninguém... Por Mais De Dois Anos | Dona Dinha     |
| 2014    | Lapinha                                      | Mãe de Lapinha |
| 2024    | Paixão de Cristo                             | Maria Madalena |

## Filmografia

### Televisão
| Ano     | Título                         | Personagem                           | Notas                                  |
| ------- | ------------------------------ | ------------------------------------ | -------------------------------------- |
| 1990    | Brasileiras e Brasileiros      | Edilaine                             |                                        |
| 1991    | Mundo da Lua                   | Heloísa                              | Episódio: "A Pluma da Princesa Isabel" |
| 1996    | Salsa e Merengue               | Jacinta                              |                                        |
| 1998    | Você Decide                    | —                                    | Episódio: "Madame Sussu"               |
| 1998    | Hilda Furacão                  | Guiomar                              |                                        |
| 1999    | Você Decide                    | Anna                                 | Episódio: "Ligeiramente Grávida"       |
| 1999    | Ô... Coitado!                  | Genoveva                             | Episódio: "A Galinha da Vizinha"       |
| 1999    | Ô... Coitado!                  | Genoveva                             | Episódio: "Brincadeira de Papel"       |
| 2000    | Vídeo Show                     | Repórter/ apresentadora              |                                        |
| 2003    | Zorra Total                    | Valdete                              | Participação especial                  |
| 2005    | A Lua Me Disse                 | Anastácia da Mata (Latoya)           |                                        |
| 2006    | O Profeta                      | Deolinda Cardoso (Dedé)              |                                        |
| 2007    | Decisiones de Famosos          | Gloria                               | Episódio: "Nada por la Vida"           |
| 2007    | Malhação                       | Conceição Maciel                     |                                        |
| 2008    | Negócio da China               | Semíramis                            |                                        |
| 2009    | Toma Lá, Dá Cá                 | Célia                                | Episódio: "A Gravidez das Coisas"      |
| 2010    | A Vida Alheia                  | Lena                                 | Episódio: "A Babá"                     |
| 2011    | Zorra Total                    | Naná                                 | Participação especial                  |
| 2011    | Aquele Beijo                   | Deusa de Souza, Condessa de Villiers |                                        |
| 2012    | Lado a Lado                    | Jurema Nascimento                    |                                        |
| 2013    | As Canalhas                    | Marilyn                              |                                        |
| 2013    | Pé na Cova                     | Paulina                              | Episódio: "O Céu que nos Espera"       |
| 2014    | Segunda Dama                   | Ditinha                              |                                        |
| 2015    | I Love Paraisópolis            | Dália Oliveira da Silva              |                                        |
| 2015    | Os Suburbanos                  | Dirce de Souza dos Santos            | Temporada 1                            |
| 2016    | Mister Brau                    | Cíntia Regina                        | Episódio: "7 de junho"                 |
| 2016    | Malhação: Pro Dia Nascer Feliz | Conceição Tavares de Oliveira        | Episódio: "22 de agosto"               |
| 2017    | País Irmão                     | Sirene                               | Episódio: "7"                          |
| 2017    | A Vila                         | Madame Zaluê                         |                                        |
| 2018    | Sob Pressão                    | Ivone                                | Episódio: "11 de dezembro"             |
| 2019    | Verão 90                       | Cleyde Brasil (Mainha)               |                                        |
| 2019    | Samantha!                      | Socorro                              |                                        |
| 2021–22 | Quanto Mais Vida, Melhor!      | Tereza Borogodó (Tetê)               |                                        |
| 2022–23 | Todas as Flores                | Darcy Munhoz                         |                                        |
| 2022    | Plural                         | Apresentadora                        | Também como diretora                   |
| 2023    | Fuzuê                          | Glaúcia Corneteira                   |                                        |

### Cinema
| Ano  | Título                                       | Personagem               | Notas           |
| ---- | -------------------------------------------- | ------------------------ | --------------- |
| 1986 | Vera                                         | Menina na rua            | [ 52 ]          |
| 1992 | Villa Mauresque                              |                          | Como roteirista |
| 1998 | Paixão Perdida                               | Matilde                  |                 |
| 2000 | Cronicamente Inviável                        | Josilene                 |                 |
| 2004 | O Xadrez das Cores                           | Cida                     | Curta-metragem  |
| 2004 | Fátima                                       | Fátima                   | Curta-metragem  |
| 2005 | Bendito Fruto                                | Maria Silva da Conceição |                 |
| 2005 | O Diabo a Quatro                             | Creusa                   |                 |
| 2007 | Primo Basílio                                | Joana                    |                 |
| 2009 | Os Inquilinos                                | Terezinha                |                 |
| 2010 | Sonhos Roubados                              | Dona Jandira             |                 |
| 2012 | Billi Pig                                    | mãe de Roberval          |                 |
| 2014 | As Aventuras do Avião Vermelho               | Josefina                 | Voz original    |
| 2015 | Nise: O Coração da Loucura                   | Carmem                   |                 |
| 2015 | Ninguém Ama Ninguém... Por Mais de Dois Anos | Dona Dinha               |                 |
| 2016 | Apaixonados - o Filme                        | Dalva                    |                 |
| 2018 | Como É Cruel Viver Assim                     | Mãe de Primo             |                 |
| 2021 | Garota da Moto                               | Dona Josina              |                 |
| 2023 | Um Ano Inesquecível - Verão                  | Dona Maria               |                 |
| 2023 | Uma Fada Veio Me Visitar                     | Fadona                   |                 |
| 2025 | A Lista                                      | Dirce Maria              |                 |

## Prêmios e indicações
| Ano  | Premiação                                            | Categoria                      | Nomeação                        | Resultado | Ref    |
| ---- | ---------------------------------------------------- | ------------------------------ | ------------------------------- | --------- | ------ |
| 1987 | Festival de Teatro de Tatuí                          | Melhor Atriz Coadjuvante       | Aurora da Minha Vida            | Venceu    |        |
| 1990 | Prêmio APETESP de Teatro                             | Melhor Atriz                   | Você Vai Ver O Que Você Vai Ver | Venceu    |        |
| 1997 | Prêmio Qualidade Internacional                       | Melhor Atriz em Peça de Teatro | As Sereias da Zona Sul          | Venceu    |        |
| 2002 | Troféu Raça Negra                                    | Conjunto da Obra               | Homenagem                       | Venceu    |        |
| 2004 | Jornada Internacional de Cinema da Bahia             | Melhor Atriz de Curta-metragem | O Xadrez das Coisas             | Venceu    | [ 55 ] |
| 2004 | Festival de Cinema de Brasília                       | Melhor Atriz                   | Bendito Fruto                   | Venceu    | [ 56 ] |
| 2004 | Festival de Cinema de Brasília                       | Melhor Momento (voto popular)  | Bendito Fruto                   | Venceu    | [ 57 ] |
| 2004 | Festival Saruê do Correio Braziliense                | Melhor Atriz                   | Bendito Fruto                   | Venceu    | [ 58 ] |
| 2005 | Prêmio Qualidade Brasil                              | Cinema: Melhor Atriz           | Bendito Fruto                   | Indicada  | [ 59 ] |
| 2006 | Prêmio ACIE de Cinema                                | Melhor Atriz                   | Bendito Fruto                   | Indicada  | [ 60 ] |
| 2006 | Prêmio Guarani de Cinema Brasileiro                  | Melhor Atriz                   | Bendito Fruto                   | Indicada  | [ 61 ] |
| 2007 | Grande Prêmio do Cinema Brasileiro                   | Melhor Atriz                   | Bendito Fruto                   | Indicada  | [ 62 ] |
| 2012 | Troféu Top of Business                               | Destaque do Ano na Televisão   | Lado a Lado                     | Venceu    | [ 63 ] |
| 2013 | Troféu Raça Negra                                    | Melhor Atriz de Telenovela     | Lado a Lado                     | Venceu    | [ 64 ] |
| 2013 | Troféu Raça Negra                                    | Menção Especial                | Conjunto da Obra                | Venceu    | [ 58 ] |
| 2014 | Festival Internacional de Cinema Educa Claquete Ação | Homenagem                      | Conjunto da Obra                | Venceu    | [ 65 ] |